# Kostas Sloukas
Konstantinos "Kostas" Sloukas (Salônica, 15 de janeiro de 1990 é um basquetebolista profissional grego, atualmente joga no Panathinaikos BC. O atleta possui 1,90m e pesa 95 kg atuando na posição armador.